# Geschichte der Feuerwehr in der DDR
Die Geschichte der Feuerwehr in der DDR beschreibt die Entwicklung des Feuerlöschwesen in der Sowjetischen Besatzungszone (SBZ) und der Deutschen Demokratischen Republik (DDR).

## Brandschutz in der SBZ
Mit der Gründung der Länder in der SBZ ging die Verantwortung für das Feuerlöschwesen auf diese über. Das Feuerlöschgesetz (FLG) aus der Zeit des Nationalsozialismus wurde durch Landesgesetze und darauf basierende Verordnungen der Landesregierungen ersetzt. So beschloss beispielsweise der Thüringer Landtag das „Gesetz über das Feuerlöschwesen“ vom 8. November 1946. Es erklärte den Brandschutz zur Aufgabe der Gebietskörperschaften und ermächtigte das Innenministerium, Ausführungsbestimmungen zu erlassen. Vergleichbare Gesetze wurden auch in den anderen Ländern der SBZ erlassen.

## Brandschutz in der Aufbauphase der DDR
Die ersten gesetzgeberischen Maßnahmen der DDR auf dem Gebiet des Brandschutzes betrafen den betrieblichen Brandschutz. Aufgrund des 8. Artikels der Brandschutzverordnung vom 28. August 1949 wurde mit der ersten Durchführungsbestimmung zur Verordnung über das Brandschutzwesen vom 15. September 1950 die Betriebe in der DDR zur Abwendung von drohenden außerordentlichen Brandgefahren und zur Aufrechterhaltung der öffentlichen Sicherheit in der DDR einer besonderen Überwachung unterstellt. Als Betrieb im Sinne dieser Verordnung galt jede betriebswirtschaftliche Einheit von beweglichem und unbeweglichem, volkseigenem und privatem Eigentum, unabhängig von Art und Größe. Der Anwenderbereich ist in dieser Brandschutzvorschrift unbestimmt. Tatsächlich unterfielen dieser Regelung nahezu alle landwirtschaftlichen und sonstigen gewerblichen Unternehmen in der DDR. Anlass für den Erlass dieser Brandschutzvorschrift war das Interesse der DDR-Regierung, die Grundlagen für die Schaffung ihres „Arbeiter-und-Bauern-Staates“ zu sichern. Infolge dieser Zielsetzung glaubte man, die Produktion in der DDR besonders vor Sabotageakten schützen zu müssen, was indirekt aus der Präambel dieser Brandschutzvorschrift deutlich wird. Die Regelung des betrieblichen Brandschutzes vom September 1950 fällt in die Zeit der ersten wirtschaftlichen Weichenstellungen der DDR. Parallel dazu wurden zu Beginn des Jahres 1953 die Gebietskörperschaften in sogenannte örtliche Organe der Staatsgewalt umgewandelt, wodurch die kommunale Selbstverwaltung durch Gemeinden und Landkreise in der DDR restlos beseitigt wurden und damit die Voraussetzungen für das stalinistische Herrschaftsprinzip des „demokratischen Zentralismus“ geschaffen waren. In dem Strukturprinzip wurde im Jahr 1956 das Brandschutzwesen eingeschlossen und in die Verwaltung der Deutschen Volkspolizei eingegliedert. In der DDR war in dieser Zeit nach eigenem Selbstverständnis die revolutionäre Periode noch nicht abgeschlossen. Am 18. Januar 1956 verkündete die DDR ihr erstes Brandschutzgesetz: Das Gesetz zum Schutze gegen Brandgefahren. Dieses Brandschutzgesetz fällt in die Ära der Modernisierung der DDR, die von dem zweiten Fünfjahresplan für die Jahre 1956 bis 1960 geprägt wurde und im Zeichen einer Schrittweisen Mechanisierung und Automation industrieller Produktionsprozesse stand. In diese Epoche fiel auch die Planung und der Bau von Kernkraftwerken in der DDR und die raschen Entwicklungen. Mit dem Brandschutzgesetz von 1956 ist dann auch der Beginn der Modernisierung des Brandschutzes in der DDR festzustellen.

Symbol der Freiwilligen Feuerwehren der DDR wie es auf Koppelschlössern abgebildet war

Die Präambel des Gesetzes verdeutlicht den Standort des Brandschutzes in dieser Zeit:
- Zentrale Brandschutzorgane: Dazu gehörten die Hauptabteilung Feuerwehr in der Hauptverwaltung Deutsche Volkspolizei; die Abteilung Feuerwehr in den Bezirksbehörden Deutsche Volkspolizei mit den ihnen direkt unterstellten Brandschutzinspektionen und die Abteilungen Feuerwehr in den Volkspolizeikreisämtern mit den ihnen unterstellten Brandschutzinspektionen und Feuerwehrkommando (Berufsfeuerwehr)s.

- Örtliche Brandschutzorgane: Dazu gehörten in den Städten und Gemeinden sowie Einrichtungen: Die Freiwilligen Feuerwehren (FF), die Pflichtfeuerwehren und die Brandschutzverantwortlichen sowie andere mit Brandschutz beauftragten Personen.

- Betriebliche Brandschutzorgane: Dazu gehörten die in den Industrie- und Landwirtschaftsbetrieben, Verwaltungen und sonstigen Einrichtungen eingerichteten Berufsfeuerwehren (BF), Freiwilligen- und Pflichtfeuerwehren sowie Brandschutzverantwortlichen und die mit dem Brandschutz beauftragten Personen.

Mit dem Gesetz zum Schutze von Brandgefahren gingen auch vom Namen her die kommunalen Berufsfeuerwehren unter, diese erhielten nun die Bezeichnungen Abteilung Feuerwehr, Brandschutzinspektionen und Feuerwehrkommandos, und waren somit vollkommen verstaatlicht.
Die Zentralen Brandschutzorgane wurden durch das Gesetz zum Schutze vor Brandgefahren ermächtigt, alle erforderlichen Maßnahmen durchzuführen oder anzuordnen, um von der Gesellschaft, Einzelpersonen oder der Volkswirtschaft durch Brände oder andere öffentliche Notstände eingetretenen Gefahren abzuwehren. Weil Aufgaben und Befugnisse in diesem Gesetz unscharf formuliert und nahezu unbegrenzt auslegbar waren, wurden die Feuerwehren zum Instrument politischer Willkür. Deutlich wird dies auch an dem Begriff des öffentlichen Notstandes. Vom gesetzlichen Wortlaut her kam auch der Einsatz der Feuerwehren bei inneren Notständen in Betracht, die beispielsweise durch Streiks oder Aufstände hervorgerufen werden konnten. Die staatlichen Feuerwehren wurden diesem Sinne dann auch beim Bau der Berliner Mauer am 13. August 1961 eingesetzt, um die Grenzstreifen von Hindernissen freizuräumen. Zweifelsfrei handelt es sich hierbei nicht um Aufgaben, die von Feuerwehren zu erledigen gewesen wären.
Mit der Verordnung über die Statuten der Freiwilligen Feuerwehren und Pflichtfeuerwehren der örtlichen und betrieblichen Brandschutzorgane vom 14. Januar 1959 wurden die Aufgaben, die organisatorischen Strukturen, die Rechte und Pflichten der Angehörigen dieser Feuerwehr näher geregelt. Auf Kreisebene wurden bereits Katastrophenschutzeinheiten gebildet, die sich aus einem Katastrophenbauzug bzw. -löschzug und eine Spezialgruppe zusammensetzten.
Aufgrund des Gesetzes zum Schutze vor Brandgefahren wurde am 16. Januar 1961 die erste Durchführungsbestimmung zu diesem Gesetz verkündet, die „Verantwortlichkeiten im betrieblichen Brandschutz“ festlegen wollte. Hervorzuheben ist, dass diese Durchführungsbestimmung betriebsspezifische Brandschutzanordnungen, Feuerwehrlagepläne und eine Meldepflicht von Bränden und Explosionen vorschrieben. Die betrieblichen Feuerwehren mit hauptamtlich aufgestelltem Personal (Berufsfeuerwehren) konnten zudem den Status eines Feuerwehrkommandos erhalten und damit eine staatliche Einrichtung werden. Die Ausbildung und persönliche Sicherstellung dieser Feuerwehren hatte dann das Ministerium des Innern zu übernehmen. Die materielle Ausstattung erfolgte in gemeinsamer Absprache mit den Betrieben. In einigen sehr stark brandgefährdeten Betrieben gab es die Kommandos Feuerwehr (Ausbildung wie bei den Kommunalen Feuerwehrkommandos und besondere Ausbildung zur Absicherung des betrieblichen Gefahrenpotentials). Unabhängig davon gab es auch hauptamtliche Feuerwehren in einigen Betrieben (welche den Betrieben unterstellt waren), deren Ausbildungsstandard jedoch den der Freiwilligen Feuerwehr entsprach (Bsp. Braunkohlenkombinat Espenhain; hier gab es ein Kommando F (Betr.Fw.Abt.) und eine hauptamtliche und nebenamtliche Betriebsfeuerwehr). Im Einsatzfall lag die Einsatzleitung bei dem jeweiligen Betriebsfeuerwehrkommando als Zugehörigkeit zum Organ Feuerwehr.
Der Permanente Rat des Weltfeuerwehrverbandes CTIF beschloss am 14. Juli 1973 die Feuerwehr der DDR als neues ordentliches Mitglied aufzunehmen.
Am 19. Dezember 1974 erfolgte die Verkündung des Gesetzes über den Brandschutz in der DDR (Brandschutzgesetz). Diesem Brandschutzgesetz fehlte jeder präambelhafte Hinweis auf die besondere historische Situation. Stattdessen wurden in seinem 1. Artikel eine Definition und eine Aufgabenbeschreibung des Brandschutzgesetzes vorgenommen.

## Das Feuerwehrwesen in den 1980er Jahren

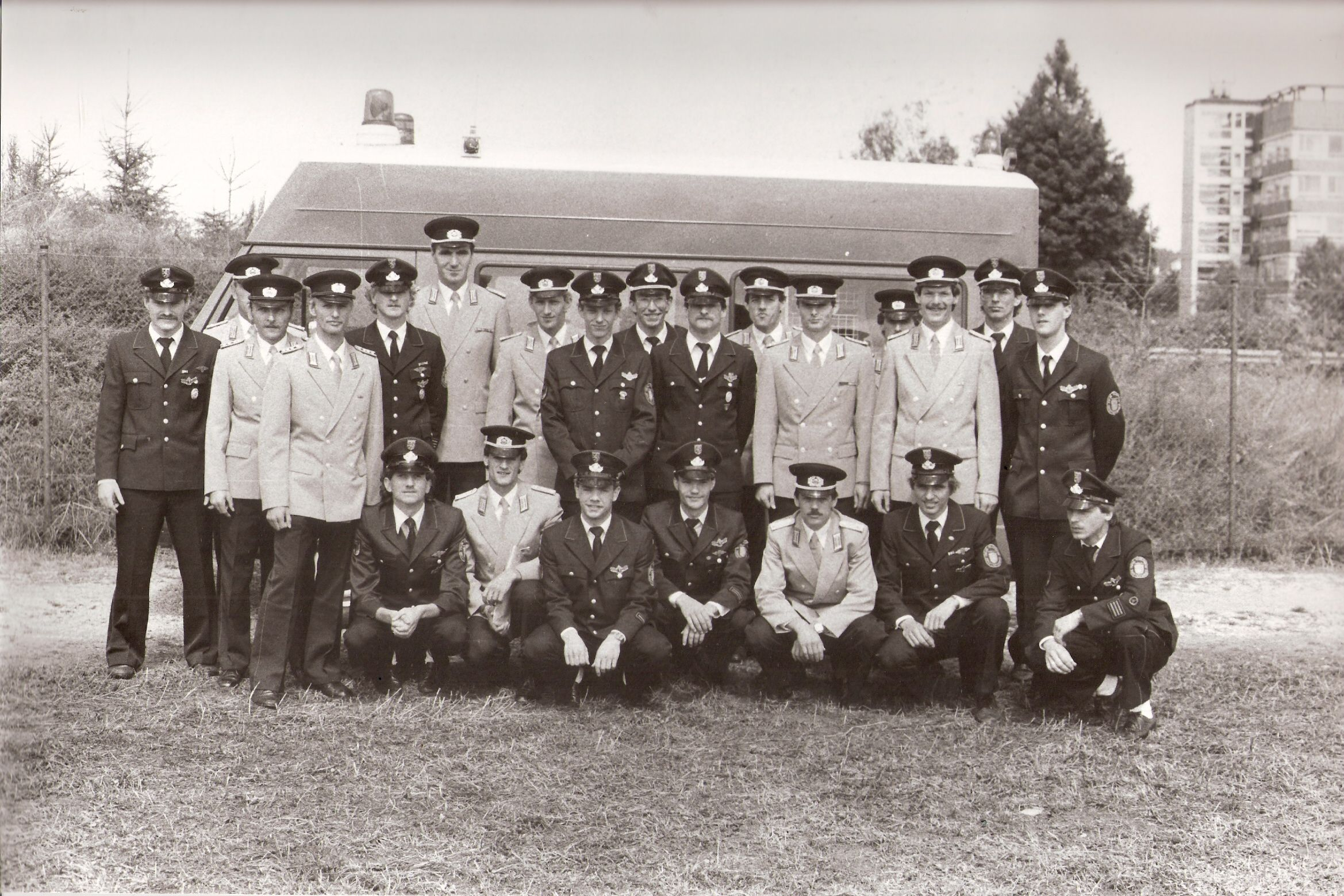
21. Juli 1985: Die DDR-Feuerwehr-Nationalmannschaft der Berufsfeuerwehren (helle Uniformen) und die einzige Sportwettkampf-Mannschaft des Deutschen Feuerwehrverbandes, die FF Beselich-Obertiefenbach (dunkle Uniformen)

Im Jahr 1982 wurde in der DDR die 1. Arbeitsgemeinschaft Feuerwehrhistorik gegründet. Im Jahr 1982 wurde bei der Berufsfeuerwehr Berlin unter Leitung des damaligen Behördenleiters Oberst Horst Meier der „Spezielle Rettungsdienst (SRD)“ zur Höhenrettung gegründet, der Methoden der Bergrettung einsetzte. Im Jahr 1986 wurde er in der gesamten DDR eingeführt, später in Höhenrettungsdienst (HRD) umbenannt.
Die Feuerwehren der DDR beteiligten sich bei den alle vier Jahre durchgeführten Internationalen Feuerwehrwettbewerben des Feuerwehrweltverbandes CTIF (Feuerwehrolympiade) stets mit einer Auswahlmannschaft der Berufsfeuerwehren, und das mit großem Erfolg. Bei den vom 15. bis 21. Juli 1985 in Vöcklabruck/Österreich stattgefundenen VIII. Internationalen Feuerwehrwettkämpfen des CTIF kam es bereits vier Jahre vor der Wende zu einer deutsch-deutschen Begegnung zwischen der DDR-Auswahlmannschaft und der Sportwettkampfgruppe der Freiwilligen Feuerwehr aus dem hessischen Beselich-Obertiefenbach, die sich auch auf dem Weg zur Abschlussfeier vor dem Stadion trafen und zu einem einzigartigen Foto von deutsch-deutschen Feuerwehrkameraden in ihren Uniformen aufstellten.

## Feuerwehrpublikationen
Bis zur Herausgabe einer eigenständigen Zeitschrift für die Feuerwehren und für die mit dem Brandschutz Beschäftigten in der DDR wurden Beiträge in der Zeitschrift „Die Volkspolizei“ veröffentlicht, deren erste Ausgabe im März 1948 gedruckt wurde. Im September 1951 erschien die erste Ausgabe „Unser Brandschutz“ (kurz auch „UB“ genannt) als einzige Zeitschrift für das Brandschutzwesen in der DDR. Sie blieb es auch bis zur Wende 1990. Heute erscheint sie mit neuem Layout und unter dem Namen „FEUERWEHR Retten Löschen Bergen“.